# Понд-Инлет
Понд-Инлет (англ. Pond Inlet) — небольшая эскимосская деревня, расположенная на острове Баффинова Земля в районе Кикиктани территории Нунавут, Канада. Численность населения — 1617 чел. (2016). Четвёртое самое большое поселение над 72 параллелью.
Эскимосское название деревни — Mittimatalik, что переводится на русский язык как «место, где похоронен Митима». Название было дано исследователем Джоном Россом в 1818 году в честь английского астронома Джона Понда.

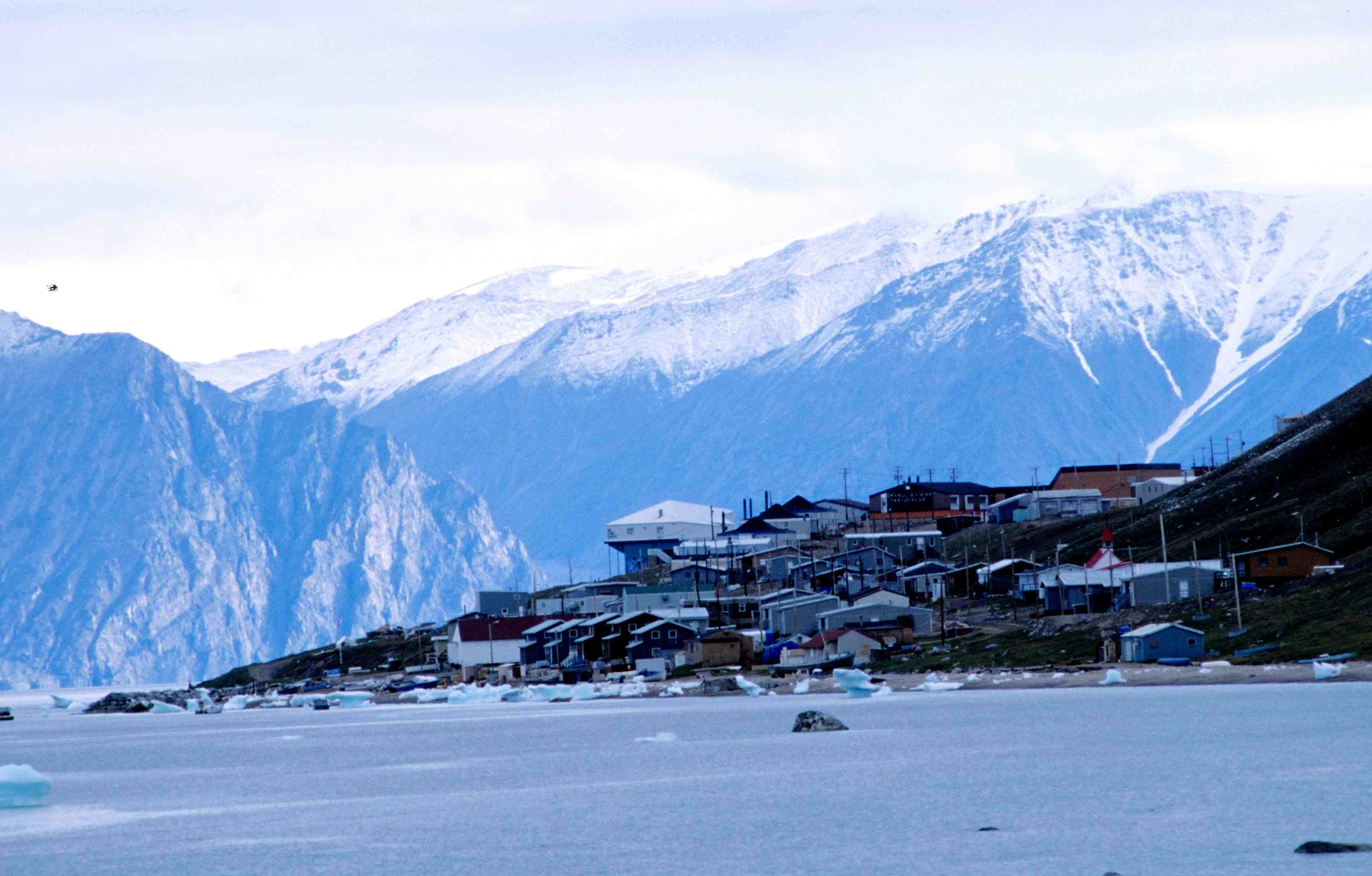
Вид на поселение

Главный работодатель — местная система управления, хотя некоторый вклад в экономику вносит туризм и народные промыслы. В настоящее время ведутся исследования по поиску железа и цинка в 180 км от Понд-Инлета в окрестностях реки Мэри. Понд-Инлет считается одной из жемчужин Севера Канады. Это один из самых живописных населённых пунктов, окруженный со всех сторон горами. Туристов также привлекают айсберги и небольшие пешие прогулки и прогулки на снегоходах. Понд-Инлет по праву гордится несколькими десятками ледников, исследуемыми пещерами и восхитительными фьордами. Здесь можно встретить моржей, тюленей, нарвалов, белых медведей, карибу. Деревня также гордится одним из самых новых национальных парков Канады, названного в честь ледника, который можно увидеть севернее поселения на острове Байлот — Национальный парк Сирмилик. До Понд-Инлета можно долететь на самолёте. Подход к поселению со стороны моря свободен ото льда в течение 2 месяцев, в это время кораблями привозятся различные товары. Свежая еда: фрукты, овощи и молоко — доставляется в Понд-Инлет несколько раз в неделю из Монреаля (расстояние 2500 км). Из-за такой огромной дистанции стоимость продуктов питания и других предметов значительно выше, чем в южных провинциях Канады. Например, стоимость молока — $3,75 (2004), стоимость сока «Ocean Spray» — $41,99 (2004). Несмотря на то, что длина населённого пункта не больше 2,5 км, основным видом транспорта являются снегоходы. В связи с увеличением экономического потенциала Понд-Инлета, в деревне каждый год увеличивается число автомобилей. В поселении есть 2 школы и 2 главных гастронома.